# Julian Champagnie
Julian Kymani Champagnie, né le 29 juin 2001 dans l'arrondissement de Staten Island à New York, est un joueur américain de basket-ball évoluant au poste d'ailier. Il mesure 1,99 m et est le frère jumeau de Justin Champagnie.

## Biographie

### Carrière professionnelle

#### 76ers de Philadelphie (2022-février 2023)
Bien que non drafté, il signe un contrat two-way en faveur des 76ers de Philadelphie. Il est coupé le 14 février 2023.

#### Spurs de San Antonio (depuis février 2023)
Le 16 février 2023, il s'engage en faveur des Spurs de San Antonio via un contrat two-way. Il prolonge avec les Spurs lors de l'intersaison pour un contrat de 12 millions de dollars sur quatre ans.

## Statistiques

### Universitaires
| Saison    | Équipe     | Matchs | Titul. | Min./m | % Tir | % 3pts | % LF | Rbds/m. | Pass/m. | Int/m. | Ctr/m. | Pts/m. |
| --------- | ---------- | ------ | ------ | ------ | ----- | ------ | ---- | ------- | ------- | ------ | ------ | ------ |
| 2019-2020 | Saint John | 32     | 26     | 25,6   | 45,3  | 31,2   | 75,4 | 6,50    | 0,80    | 1,20   | 0,80   | 9,90   |
| 2020-2021 | Saint John | 25     | 24     | 32,9   | 43,3  | 38,0   | 88,7 | 7,40    | 1,30    | 1,40   | 1,00   | 19,80  |
| 2021-2022 | Saint John | 31     | 31     | 34,2   | 41,4  | 33,7   | 78,1 | 6,60    | 2,00    | 2,00   | 1,10   | 19,20  |
| Carrière  | Carrière   | 88     | 81     | 30,7   | 42,9  | 34,8   | 81,5 | 6,80    | 1,40    | 1,50   | 1,00   | 16,00  |

### Professionnelles
| Saison    | Équipe       | Matchs | Titul. | Min./m | % Tir | % 3pts | % LF | Rbds/m. | Pass/m. | Int/m. | Ctr/m. | Pts/m. |
| --------- | ------------ | ------ | ------ | ------ | ----- | ------ | ---- | ------- | ------- | ------ | ------ | ------ |
| 2022-2023 | Philadelphie | 2      | 0      | 3,3    | 0,0   | 0,0    | –    | 0,00    | 0,00    | 0,50   | 0,00   | 0,00   |
| 2022-2023 | San Antonio  | 15     | 3      | 20,9   | 46,1  | 40,7   | 82,4 | 4,00    | 0,70    | 0,30   | 0,30   | 11,00  |
| 2023-2024 | San Antonio  | 74     | 59     | 19,8   | 40,8  | 36,5   | 81,5 | 2,80    | 1,40    | 0,60   | 0,60   | 6,80   |
| Carrière  | Carrière     | 91     | 62     | 19,6   | 41,9  | 37,3   | 81,7 | 2,90    | 1,20    | 0,60   | 0,50   | 7,40   |

## Vie privée
Il est le frère jumeau de Justin, joueur des Raptors de Toronto lors de la saison 2021-2022.